# Азізов Якуб Азізович
Азізов Якуб Азізович (рос. Азизов Якуб Азизович, нар. 1898, с. Ташли-Даїр, Перекопський повіт, Таврійська губернія — пом. 17 квітня 1938, м. Сімферополь, Кримська АРСР) — кримськотатарський вчений-мовознавець, театрознавець та педагог.

## Із життєпису
У 1926 році закінчив московський Університет трударів сходу, після чого завідував татарським педагогічним технікумом, від 1928 року — викладач факультету кримськотатарської мови та літератури, доцент катедри діалектичного матеріалізму Кримського педагогічного інституту. Учасник руху за перехід кримськотатарської мови на латиницю, виступав зі статтями та театральними рецензіями. На 2-й кримській мовознавчій конференції виступив із доповіддю про арабські та перські запозичення у кримськотатарській мові.
У 1934 році переїхав до Казані, де працював секретарем комітету Яналіфа при ЦВК Татарстану, заступником директора НДІ мови та літератури.
28 червня 1937 року заарештований та звинувачений у пантюркізмі та контрреволюційній дільности. 17 квітня 1938 року, виїзною сесією військової колегії Верховного суду СРСР, засуджений до вищої міри покарання і в той же день розстріляний. Реабілітований посмертно у 1959 році.